# كنيسة المسيح السودانية
كنيسة المسيح السودانية هي طائفة إصلاحية في السودان. تأسست الكنيسة عام 1913، وأصبحت مستقلة في عام 1962. تقع التجمعات في العاصمة وجبال النوبة. لديها ما يقرب من 12000 عضو في 60 جماعة و500 زمالة منزلية. ويقدر عدد المسيحيين في السودان حوالي 11 مليون نسمة وكان ذلك في العام 2010م.